# Карлисе
Карлисе (фр. Carlucet) насеље је и општина у јужној Француској у региону Миди Пирене, у департману Лот која припада префектури Гурдон.
По подацима из 2011. године у општини је живело 227 становника, а густина насељености је износила 6,74 становника/km². Општина се простире на површини од 33,7 km². Налази се на средњој надморској висини од 350 метара (максималној 385 m, а минималној 171 m).

## Демографија
| 1962. | 1968. | 1975. | 1982. | 1990. | 1999. | 2011. |
| ----- | ----- | ----- | ----- | ----- | ----- | ----- |
| 149   | 171   | 150   | 148   | 168   | 171   | 227   |

График промене броја становника у току последњих година